# サンファ
サンファ（Sampha、1998年11月16日 - ）は、イギリス・ロンドン出身のシンガーソングライターである。
同じロンドン出身のSBTRKTの作品への参加で広く知られるようになり、ジェシー・ウェア、ドレイク、ソランジュなどのアーティストとのコラボレーションでも知られている。ソロ・アーティストとしてはヤング・タークスと契約。2枚のEPをリリースした後、2017年のデビュー・アルバム『Process』が批評家から高い評価を受け、マーキュリー賞を受賞した。

## 来歴

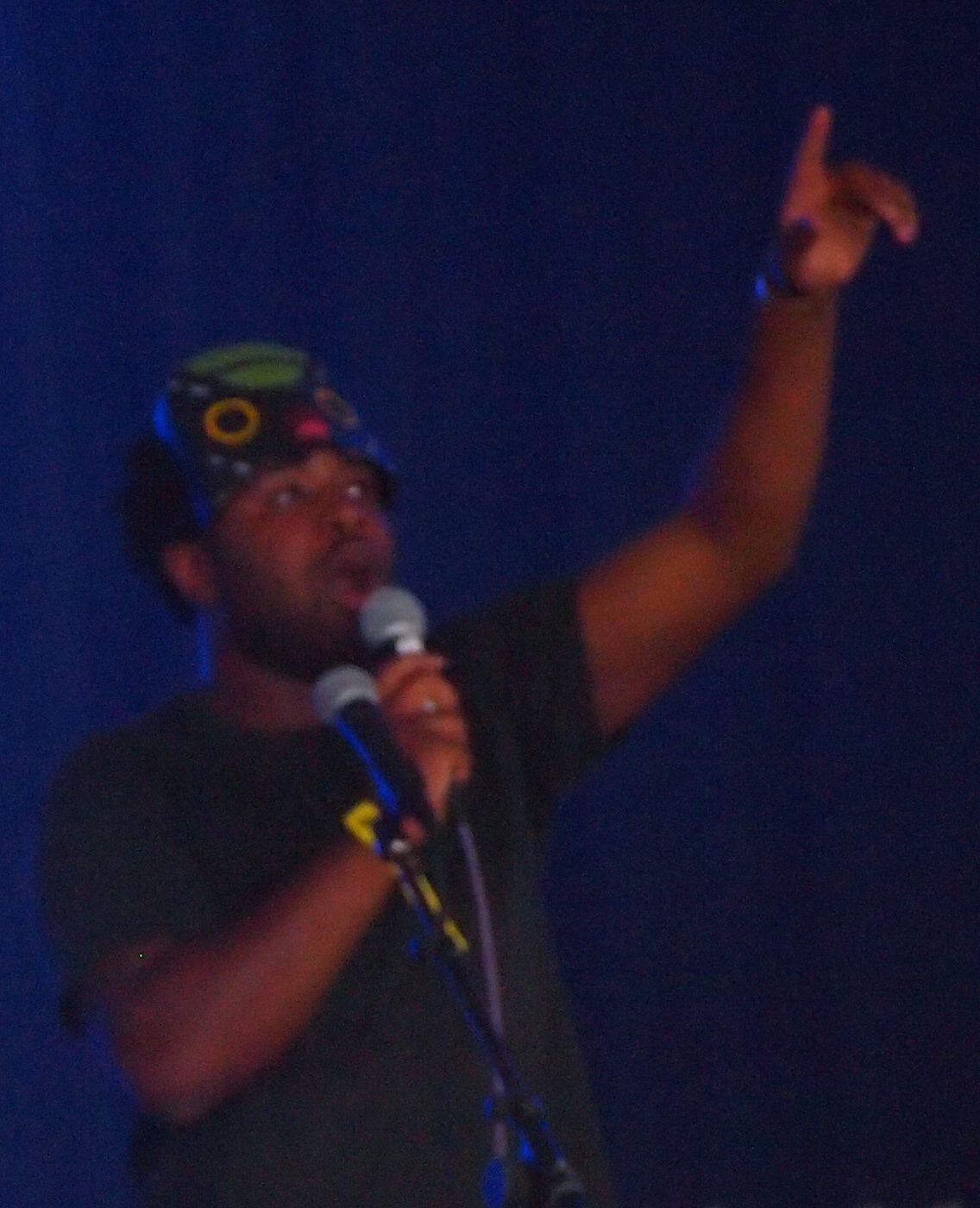
SBTRKTのライブでのサンファ（2012年）

サンファは1980年代にイギリスに渡ったシエラレオネ人の両親のもと、南ロンドンのモーデンで生まれ育つ。実家でピアノを習い、兄妹からもらったレコードを聴いていた。その後、兄がホームスタジオを作ったのをきっかけに、10代の若さで音楽制作の世界に足を踏み入れる。サンファはイーウェル・キャッスル・スクール（Ewell Castle School）に何年か通い、そこで音楽を学んだ。
2007年にMyspaceを通じてロンドンのプロデューサー、Kwesと出会う。2009年は彼のレーベルであるヤング・タークス（Young Turks）でインターンとして働いていた。ヤング・タークスを通じてThe XXの「Basic Space」をリミックスし、初期のコラボレーターに出会うことになる。SBTRKT、ジェシー・ウェア、ブリオン（Bullion）、リル・シルヴァ（Lil Silva）などとコラボレーションし、知名度を高めていく。
2013年に初の一般流通ソロ作品となるEP『デュアル・EP』をリリースする。
2014年にはイギリスのラジオ局BBCによる、毎年恒例の有望新人紹介レースである「BBC Sound of 2014」にノミネートし、最終的に4位に選ばれている。
2017年、デビュー・アルバム『プロセス』をリリース。批評家から高い評価を受け、マーキュリー賞を受賞した。

## ディスコグラフィ

### スタジオ・アルバム
- 『プロセス』 - Process (2017年)
- 『ラハイ』 - Lahai (2023年)

### EP
- Sundanza (2010年)
- 『デュアル・EP』 - Dual (2013年)

### シングル
- "Valentine" (2011年) ※with ジェシー・ウェア
- "Too Much" (2013年)
- "Happens" (2013年)
- "Timmy's Prayer" (2016年)
- "Blood on Me" (2016年)
- "(No One Knows Me) Like the Piano" (2017年)
- "Spirit 2.0" (2023年)
- "Only" (2023年)
- "Satellite Business 2.0" (2024年) ※with リトル・シムズ

## 来日公演
- 2016年
  - 12月6日 東京 豊洲 PIT (The xxのサポートアクト)
  - 12月7日 東京 Shibuya WWW X (ソロピアノ・セット)
- 2017年
  - 7月28日 新潟 苗場スキー場 - Fuji Rock Festival